# Abdopus abaculus
Espèce
Abdopus abaculus est une espèce de céphalopodes octopodes appartenant à la famille des Octopodidés (Octopodidae).

## Description
Elle se présente sous la forme d'une pieuvre tachetée vivant seulement dans les îles Philippines. Elle fut décrite et nommée par M.D. Norman et M.J. Sweeney en 1997 : elle constitue donc une découverte récente.